# De Blå/Hvide Engle
De Blå/Hvide Engle er fodboldklubben Boldklubben Fremad Amagers officielle fanklub.
Fanklubben blev stiftet af Jesper Quistorff, som samtidig blev foreningens første formand, i den samme sæson (1993/94-sæsonen) som oprykningen til Superligaen blev sikret og skete efter en direkte opfordring fra Fremad Amagers hovedbestyrelse. Navngivningen af fanklubben blev ligeledes gjort af Jesper Quistorff på baggrund af det tidligere kælenavn for Fremad Amager. Baggrunden for Fremad Amagers kælenavn skal findes i, at klubben på daværende tidspunkt spillede deres hjemmebanekampe i kirketiden (kl. 10:00, kl. 10:30 eller kl. 11:00), så man kunne høre kirkeklokkerne ved kampstart fra den nærliggende Højdevangskirken samt at spilledragtens design dengang bestod af hvide ærmer, som kunne minde om englevinger.
De Blå/Hvide Engle er medlem af Danske Fodbold Fanklubber.
I juli 2007 besluttede Fremad Amager A/S at trøjenummer 12 fremover ikke benyttes af en spiller, men kun af fanklubben for at signalere at fanklubben er den 12. mand på banen. Dennis Danry blev dermed den sidste spiller, som bar nummeret i sæsonen 2006/07.
I efteråret 2008 blev en ny fanklub "Øens Ørne" etableret, denne fanklub skulle støtte den overbygningsklub som Fremad Amager blev en del af i kraft af indgåelsen af samarbejdet i F.C. Amager.
Da F.C Amager gik konkurs i foråret 2009 gik "gamle" Blå / Hvide Engle straks i gang med, at reetablere den tidligere fanklub.
På en stiftende generalforsamling i efteråret 2009 blev "De Blå / Hvide Engle" atter en realitet.
Blandt den "nye" fanklubs bestyrelsesmedlemmer var stifteren af den oprindelige fanklub fra 1993 Jesper Quistorff.
Fanklubbens første opgave var at støtte Fremad Amager i bestræbelserne på at rykke op fra Københavnsserien, som klubben var nedrykket til efter F.C Amager's konkurs i foråret 2009.

## Tidligere formænd
| - 1993-1995: Jesper Quistorff - 1995-1995: Brian Niclasen - 1995-2003: Ronny Bech | - 2003-2005: Mikkel Frederiksen - 2005-2005: Thomas A.G. Jensen - 2005-2005: Jesper Quistorff | - 2005-2006: Michael Zimmermann - 2006-2007: Claus Rasted - 2007-2008: Kristian Jørgensen |

I efteråret 2008 blev en ny fanklub "Øens Ørne" etableret, denne fanklub skulle støtte den overbygningsklub som Fremad Amager blev en del af i kraft af indgåelsen af samarbejdet i F.C. Amager.
Formand for "Øens Ørne" :
- 2008-2009: Tom Christiansen

Da F.C Amager gik konkurs i foråret 2009 gik "gamle" Blå / Hvide Engle straks i gang med, at reetablere den tidligere fanklub.
Ny formand for "De Blå / Hvide Engle blev :
- 2009- ????: Brian Nielsen